# Arraiolos
Arraiolos es una villa portuguesa en el distrito de Évora, región Alentejo y comunidad intermunicipal de Alentejo Central, con cerca de 3500 habitantes.

## Geografía
Es sede de un municipio con 684,08 km² de área y 6606 habitantes (2021), subdividido en 5 freguesias. El municipio está limitado al norte por los municipios de Mora y Sousel, al este por Estremoz, al sur por Évora, al sudoeste por Montemor-o-Novo y al noroeste por Coruche.

## Economía
La villa es conocida por la confección de los Alfombras de Arraiolos.

## Demografía
| Gráfica de evolución demográfica de Arraiolos entre 1864 y 2021 |
|                                                                 |
| Datos según el nomenclátor publicado por el INE portugués.      |

## Freguesias
Las freguesias de Arraiolos son las siguientes:
- Arraiolos
- Gafanhoeira (São Pedro) e Sabugueiro
- Igrejinha
- São Gregório e Santa Justa
- Vimieiro